# Verkkosaari (ö i Norra Savolax, Inre Savolax, lat 62,62, long 26,78)
Verkkosaari är en ö i Finland. Den ligger i sjön Hankavesi och Lonkari och i kommunen Rautalampi i den ekonomiska regionen  Inre Savolax ekonomiska region  och landskapet Norra Savolax, i den centrala delen av landet, 290 km norr om huvudstaden Helsingfors. Öns area är 0,6 hektar och dess största längd är 150 meter i nord-sydlig riktning.